# Armoiries de Trois-Rivières
Les armoiries de la Ville de Trois-Rivières ont été adoptées en 1959, remplaçant celles de 1857 qui ne respectaient pas l'héraldique. L'utilisation de ces armoiries par la Ville revêt aujourd'hui un caractère d’exception. Elles officient notamment à l'intérieur de l’Hôtel de ville de Trois-Rivières.

## Héraldiques

Armoiries de Trois-Rivières.

Armoiries de Trois-Rivières.

Les armes de Trois-Rivières se blasonnent :
Les ornements extérieurs se décrivent ainsi :

## Signification

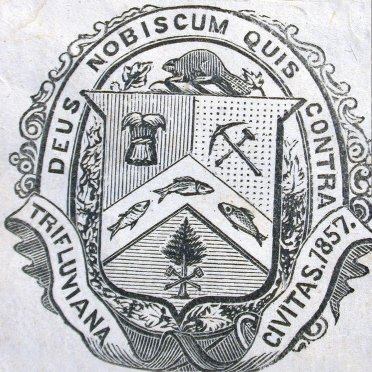
Armoiries de Trois-Rivières (1857 à 1959).

La devise est tirée d’une épître de saint Paul aux Romains et signifie « Si Dieu est avec nous, qui sera contre nous ? ».
- Le chevron provient des armoiries de Pierre Boucher, célèbre gouverneur de Trois-Rivières.
- Les trois poissons (corégones) symbolisent les trois rivières. Ils sont aussi le totem des premiers occupants des lieux, des Indiens attikameks.
- La fleur de lys indique les origines françaises de la ville.
- Les feuilles d’érable soulignent l’appartenance canadienne.
- Le castor représente l’esprit industrieux des habitants[2].

## Couleurs
- Le fond est bleu azur, comme la fleur de lys.
- Le chevron et les trois poissons sont argentés.
- Le castor est brun.
- Les feuilles sont vertes.